# Túlium
A túlium kémiai elem az elemek periódusos rendszerében. Vegyjele Tm, rendszáma 69. Moláris tömege 168,93 g/mol. A lantanoidák közé tartozik. A túlium a lantanoidák közül a legritkábban előforduló elem (a prométium gyakorisága kisebb, de ez az elem nem található meg a természetben). Könnyen megmunkálható, élénk ezüstszürkén csillogó fém. Ritkasága és magas ára ellenére hordozható röntgeneszközökben és szilárdtest lézerekben használják fel.

## Tulajdonságai

### Fizikai
A tiszta túlium élénk ezüstös csillogású. A levegőn meglehetősen stabil, a nedvességre viszont érzékeny. A fém lágy, képlékeny, könnyen alakítható. 32 K alatt ferromágneses, 32 és 56 K között antiferromágneses, 56 K felett paramágneses tulajdonságú.

### Kémiai
A fém túlium levegőn lassan oxidálódik, fényét elveszti, 150 °C felett jól ég és túlium(III)-oxidot képez:
4 Tm + 3 O2 → 2 Tm2O3
A túlium meglehetősen elektropozitív, hideg vízzel lassan, meleg vízzel gyorsan túlium-hidroxidot képez:
2 Tm (s) + 6 H2O (l) → 2 Tm(OH)3 (aq) + 3 H2 (g)
Magasabb hőmérsékleten az összes halogénnel reakcióba lép. A reakció szobahőmérsékleten lassú, 200 °C felett heves:
2 Tm (s) + 3 F2 (g) → 2 TmF3 (s) [fehér]
2 Tm (s) + 3 Cl2 (g) → 2 TmCl3 (s) [sárga]
2 Tm (s) + 3 Br2 (g) → 2 TmBr3 (s) [fehér]
2 Tm (s) + 3 I2 (g) → 2 TmI3 (s) [sárga]
A túlium jól oldódik hígított kénsavban, mellyel halványzöld Tm(III) ionokat tartalmazó oldatot hoz létre, az ionok [Tm(OH2)9]3+ komplexként léteznek:
2 Tm (s) + 3 H2SO4 (aq) → 2 Tm3+ (aq) + 3 SO2−4 (aq) + 3 H2 (g)
Különböző fémes és nemfémes elemmel számos kétkomponensű vegyületet alkot, például: TmN, TmS, TmC2, Tm2C3, TmH2, TmH3, TmSi2, TmGe3, TmB4, TmB6 és TmB12. Ezekben a vegyületekben a túlium +2, +3 és +4 vegyértékállapotú, azonban a +3 állapot a legáltalánosabb.

### Izotópjai
A természetes állapotban előforduló túlium egy stabil izotópból, a Tm-169-ből (100%-os természetes előfordulás) áll. 31 további izotópot írtak le, ezek közül a legstabilabbak a Tm-171, melynek felezési ideje 1,92 év, a Tm-170 128,6 napos, a Tm-168 93,1 napos és a Tm-167 9,25 napos felezési idejű. A többi radioaktív izotóp felezési ideje 64 óránál rövidebb, ezeknek többsége is kevesebb mint 2 perces felezési idejű. Ennek az elemnek 14 metaállapota van, a legstabilabb a Tm-164m (t½ 5,1 perc), a Tm-160m (t½ 74,5 másodperc) és a Tm-155m (t½ 45 másodperc).
A túlium izotópjainak atomtömege 145,966 u-tól (Tm-146) 176,949 u-ig (Tm-177) terjed.

## Története
A túliumot Per Teodor Cleve svéd vegyész fedezte fel 1879-ben, miközben ritkaföldfémek oxidjainak szennyezőit vizsgálta (ezzel a módszerrel fedezett fel korábban Carl Gustaf Mosander más ritkaföldfémeket). Cleve azzal kezdte, hogy eltávolította az erbium(III)-oxid (Er2O3) összes ismert szennyezését. További feldolgozást követően két új anyagot kapott: egy barna és egy zöld színűt. A barna színű kémiai anyag a holmium elem oxidja, a zöld színű pedig egy ismeretlen elem oxidja volt. Cleve az oxidot Thule mitikus szigete után túliának, az elemet pedig túliumnak nevezte el. 1911-ben Theodore William Richards a túlium-bromát 15 000-szeri újrakristályosítását végezte el, abból a célból, hogy tiszta túliumot állítson elő, és pontosan meghatározhassa az elem atomsúlyát.
A túlium olyan ritka volt, hogy az akkori kutatók közül senki nem rendelkezett elegendő tiszta mennyiséggel ahhoz, hogy ténylegesen megállapíthassa annak zöld színét, meg kellett elégedniük a spektroszkópiai vizsgálattal, megfigyelve az erbium fokozatos eltávolítása következtében erősödő abszorpciós sávokat. Az első kutató, aki csaknem tiszta túliumot tudott előállítani, a brit Charles James volt, aki a New Hapshire állembeli Durhamban végezte kutatásait. Eredményeit, melyben leírta a tisztításra használt bromát kristályosítási módszert, 1911-ben publikálta. Az anyag homogenitásának biztosítása érdekében 15 000 műveletre volt szüksége.
Az első kereskedelmi mennyiségű, nagytisztaságú túlium-oxidot az 1950-es évek végén állították elő ioncserélő szeparációs technikával. Az American Potash & Chemical Corporation Lindsay Chemical Divíziója 99%-os és 99,9%-os tisztaságban állította elő. A 99,9%-os tisztaságú anyag kilogrammonkénti ára 1959 és 1998 között 4600 és 13 300 dollár között változott, a lantanoidák között a lutécium után a második legdrágább volt.

## Előfordulása és előállítása

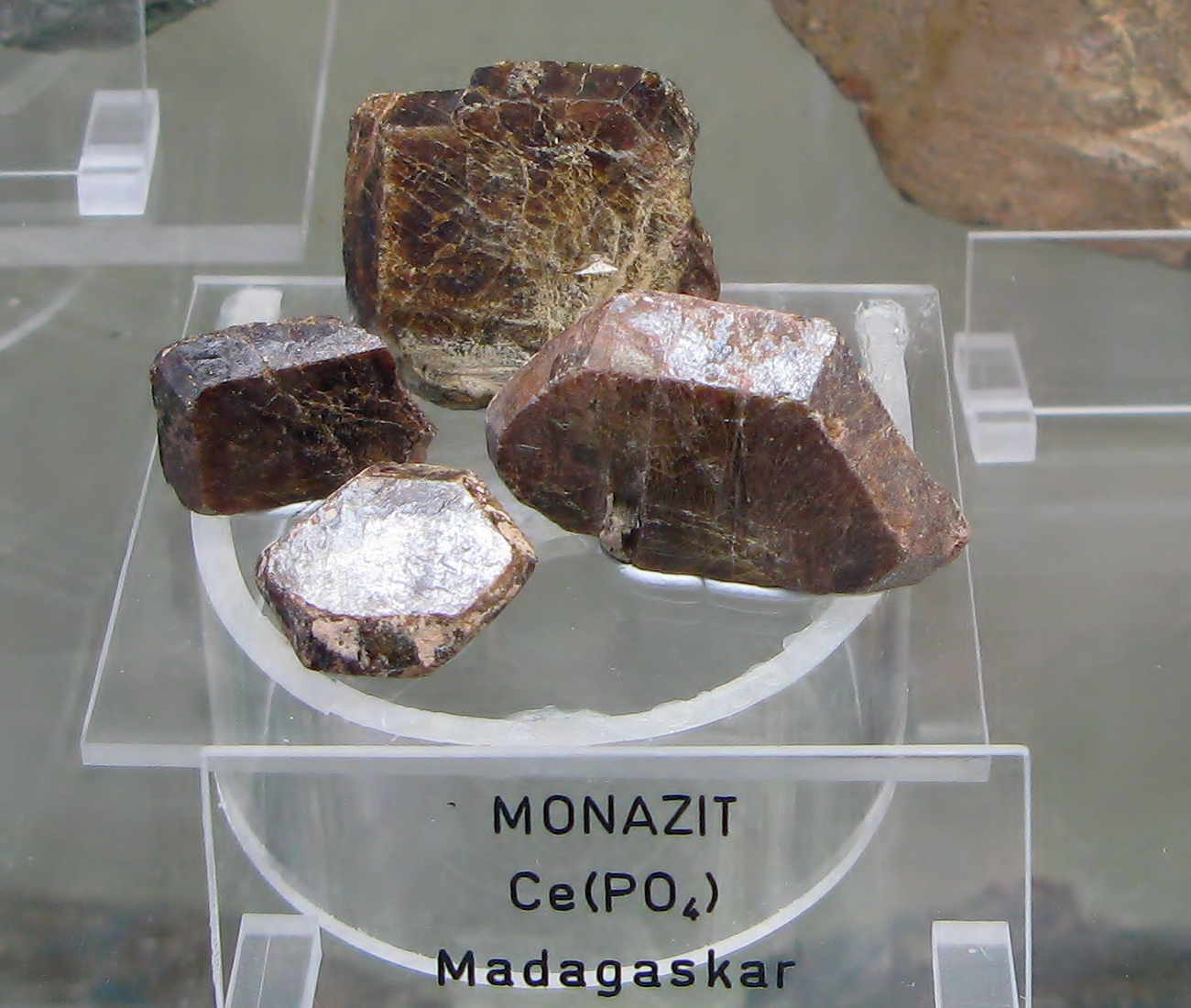

Az elem természetes körülmények között nem fordul elő tiszta alakjában, általában más ritkaföldfémek ásványaiban található meg. Előfordulása a földkéregben 0,5 mg/kg. A túliumot főként a monacit ércből vonják ki (~0,007% túlium) ioncserélésssel. Az újabb ioncserélő és oldószerextrakciós módszerek jobb elválasztást tesznek lehetővé, mely olcsóbbá tette a túlium előállítását. A fő források Kína déli részén, agyaglerakódásokban találhatók. Ezekben a lerakódásokban, melyekben a teljes ritkaföldfém-mennyiség kétharmada ittrium, a túlium aránya körülbelül 0,5%. A fém oxidjának redukciójával is előállítható. Kereskedelmi szempontből a túlium egyetlen természetes vegyületének sincs jelentősége.

## Felhasználása

### Lézer
A holmium-króm-túlium adalékolású YAG (Ho:Cr:Tm:YAG vagy Ho,Cr,Tm:YAG) nagy hatásfokú aktív lézerközeg. Hullámhossza 2097 nm, széleskörűen használják katonai, orvosi és meteorológiai célokra. Az egyelemes túlium adalékolású YAG (Tm:YAG) lézerek 1930 és 2040 nm hullámhossz között üzemelnek. A túliumalapú lézerek hullámhossza nagyon hatékonyan használható szövetek felületi elpárologtatására. Emiatt a túliumlézereket szívesen használják a lézersebészetben.

### Röntgenforrás
Magas ára ellenére, a hordozható röntgenkészülékek forrásaként olyan túliumot alkalmaznak, melyet előzőleg nukleáris reaktorban bombáztak. Ezek a források nagyjából egy évig használhatóak, orvosi és fogászati vizsgálatoknál, valamit nehezen elérhető helyen fekvő mechanikus vagy elektromos alkatrészek behatárolásánál. Az ilyen források esetében nincs szükség különleges sugárvédelemre.

### Egyéb
Túliumot használnak egyes magas hőmérsékletű szupravezetők előállításánál is.